# Recep Tayyip Erdoğan
Recep Tayyip Erdoğan   (Istanbul, 26 de febrer de 1954) [ɾɛˈd͡ʒɛp taˈjip ɛɾdoˈan]
és un polític turc. Des del 28 d'agost del 2014 és el President de Turquia. Anteriorment fou Primer Ministre de Turquia (2003-2014) i alcalde d'Istanbul (1994-1998).

## Origen, formació i família
Erdoğan prové d'una família originària de Rize (al nord-est de Turquia) establerta a la gran àrea metropolitana d'Istanbul. El pare era mariner i treballava com a navegant prop de la costa. Anomenà el fill Recep per raó del seu mes de naixement, atès que Recep en turc és el setè mes del calendari islàmic, i li donà el nom de Tayyip per raó del seu avi. Erdoğan va néixer al mahalle de Kulaksız, més concretament al vell barri portuari istanbulenc de Kasımpaşa, i va créixer amb tres germans i una germana allà i a Rize.
A l'escola primària, prop de la mesquita de Piyale Paşa Erdoğan freqüentava l'Escola ımam hatip, un dels Instituts d'orientació religiosa a Turquia. A continuació estudià ciències econòmiques a la Universitat d'Istanbul.
Erdoğan està casat amb Emine Erdoğan des del 4 de juliol de 1978; la parella té dos fills, Ahmet Burak i Necmeddin Bilal, i dues filles, Esra i Sümeyye. Tant l'esposa com també les dues filles porten mocador al cap. Com que el mocador està prohibit a Turquia com a símbol religiós en els edificis públics, Erdoğan, quan li és possible, només accepta les invitacions a les recepcions d'Estat per a una sola persona. Les filles estudien als Estats Units per evitar la prohibició.

## Càrrecs al partit
El 1970, Erdoğan va ser elegit pel districte de Beyoğlu com a president de l'organització juvenil del partit d'Erbakan Milli Nizam Partisi (MNP). El partit va ser prohibit, però, el 1971 per una intervenció dels militars. L'11 d'octubre de 1972 Erbakan fundà el Partit de Salvació Nacional (MSP), que s'ubica en l'espectre de la dreta religiosa conservadora i que a finals dels anys 1970 participà en tres governs de coalició. Erdoğan s'uní també a aquest partit en el qual feu una carrera, en principi modesta, com a funcionari i treballava, tanmateix, en empreses privades menors.
El 1984 ascendí a la junta directiva del partit successor que s'havia fundat mentrestant, el Partit del Benestar (RP) i era el president suplent. Després d'això va pertànyer al proper partit successor, el Partit de la Virtut, fins a la seva sortida el 1998. El 2001 fundà l'AKP amb altres antics membres del Partit del Benestar.

## Alcalde d'Istanbul
El Partit del Benestar nominà Erdoğan el 1994, contra la voluntat d'Erbakan, com a candidat pel càrrec d'alcalde d'Istanbul. Sorprenentment, guanyà l'elecció. En la primera fase del seu mandat seguí una política conservadora, la qual responia a l'ambient religiós-conservador de la seva massa de votants. Així, des del seu mandat, ja no se serveix alcohol en locals públics de la ciutat (en la gastronomia privada, però, això encara és possible). Del seu mandat com a alcalde és la següent declaració, efectuada en una conferència de premsa: « no és possible ser musulmà i laïcista al mateix temps» (Hem laik hem Müslüman olunmaz). En una entrevista amb el diari Milliyet es considerava seguidor de la Xària.
Altres (en part infructuosos) plans religiosos es referien a la introducció de zones de bany separades per a dones o autobusos escolars separats per a nois i noies. A més, entre la població adquirí reputació de polític pragmàtic. Entre les iniciatives municipals polítiques reeixides pertanyen la modernització de la infraestructura (p. ex. el manteniment de les canalitzacions d'aigua i llum) i la millora dels serveis públics, com ara els serveis d'eliminació de residus.
La seva actitud en política exterior, respecte a l'adhesió a la Unió Europea, durant el seu mandat com a alcalde, es diferencia clarament de la seva política posterior com a Primer Ministre. El 1994 es pronunciava contra l'ingrés a la UE. Per a això, descrivia la UE com una unió dels cristians, en la qual els turcs no han de cercar res.

## Actitud política envers la diàspora turca
Un dels senyals essencials de la política d'Erdoğan és la conservació de la solidaritat envers la diàspora turca (particularment a Europa). Erdoğan defensa una integració dels emigrants turcs en la societat i cultura del país d'acollida; rebutja però una assimilació. Deixà clara aquesta actitud en la seva visita a Alemanya del febrer de 2008. Allà considerà Erdoğan l'assimilació de l'immigrant turc a Alemanya com a "crim contra la humanitat"; tanmateix feia publicitat per a la seva integració, entre altres coses per aprendre l'alemany: ""Si vostè està al país i no aprèn l'idioma que es parla, inevitablement es trobarà en una situació de desavantatge". Poc abans, Erdoğan havia estimulat la creació d'escoles turques i universitats a Alemanya, en una ronda de converses amb la cancellera Merkel atès que ja hi havia instal·lacions alemanyes semblants a Turquia.
Les declaracions d'Erdoğan provocaren una forta controvèrsia a Alemanya, després que el discurs d'Erdoğan al funeral de les víctimes de l'Incendi de Ludwigshafen havia estat percebut de manera molt més positiva del que era. Quan aquestes propostes sobre el rebuig xocaren amb la cancellera federal Merkel, Erdoğan agreujà la seva retòrica l'any 2010: "Per què aquest odi a Turquia? No ho entenc. No hauria esperat això de la cancellera federal Merkel. És que potser Turquia és un boc expiatori"? Erdoğan fins i tot rebé el suport intern, en aquesta qüestió, del líder de l'oposició, Deniz Baykal, el qual manifestà el seu disgust per l'actitud de la cancellera en una reunió conjunta.
Erdoğan tractà de construir, a més, relacions amb polítics turcs nascuts en països europeus. El febrer de 2010 convidava polítics d'ètnia turca de diversos països europeus a Istanbul. Nombrosos parlamentaris seguiren la seva invitació. Alguns diputats alemanys declinaren la invitació amb l'excusa de la neutralitat dubtosa de l'acte (així p. ex. els parlamentaris Sevim Dağdelen, Memet Kiliç i Özcan Mutlu). Durant l'acte, segons va recollir la premsa, Erdoğan va instar ls polítics a defensar activament els interessos polítics de Turquia als diferents països europeus. La influència política a favor de Turquia s'aconsegueix per l'adquisició de la ciutadania. En un discurs, el primer ministre turc repetí la controvertida frase controvertida del seu discurs a Colònia el 2008: "L'assimilació és un crim contra la humanitat". Segons investigacions del diari online Welt, l'acte va ser ocultat, contràriament a les aparicions públiques usuals d'Erdoğan, la qual cosa va produir un cert malestar en cercles diplomàtics.
Al febrer de 2011,en un discurs a Düsseldorf, Erdoğan va preguntar als turcs d'Alemanya, si deixen que els seus fills aprenguin primer el turc i només després d'aquest aprenguin l'alemany. Aquesta demanda la va transmetre als amb polítics alemanys a l'oposició, ja que l'aprenentatge primerenc de la llengua alemanya és un requisit previ per a una integració reeixida. El president del grup parlamentari del partit Aliança 90/Els Verds, Renate Kuenast va formular una crítica als discurs d'Erdoğan amb aquestes paraules "El primer ministre Erdogan té milers de nens de treballadors turcs nascuts en l'èxit educacional que porta la llengua alemanya, això és un favor".

## Condemna pel Tribunal Constitucional de Turquia
El gener de 1998 el Tribunal Constitucional de Turquia prohibí el Partit de Benestar (RP). Se li retreien simpaties envers la Gihad i que volia introduir la Xaria, la qual cosa contradiu el principi bàsic estatal del laïcisme.
El fundador del Partit del Benestar, Necmettin Erbakan, fou condemnat a cinc anys de prohibició d'exercici de càrrecs polítics. Erdoğan passà després al partit successor, Partit de la Virtut, al qual anaren a parar gairebé tots els diputats de l'anterior Partit del Benestar i per a la presidència del qual Erdoğan era considerat un seriós candidat, per bé que finalment aquest càrrec recaigué en Recai Kutan.
Entre Erbakan i els seus seguidors i simpatitzants del partit, el mateix Erdoğan, i els militars turcs, existeix una desconfiança profunda i recíproca. L'exèrcit turc ha intervingut en el passat repetidament en els esdeveniments polítics del país, mitjançant diversos cops d'estat - el 1960, 1971 i 1980. Es considera el garant del laïcisme i dels autèntics principis del fundador de l'Estat, Kemal Atatürk, que preveuen una separació rigorosa entre religió i estat. Mentrestant Erdoğan protesta contra cada ingerència en els assumptes polítics i manifesta clarament que l'"Estat Major és responsable davant el Primer Ministre".
L'abril del 1998 Erdoğan va ser condemnat pel Tribunal de la seguretat de l'Estat de Diyarbekir a causa d'abús dels drets i llibertats bàsics conforme a l'article 14 de la Constitució turca i segons l'article 312/2 del codi penal turc de llavors (Incitació a l'enemistat per raó de classe, raça, religió, sexe o diferències regionals) a deu mesos de presó i prohibició de tota activitat política. El motiu fou un discurs en una conferència a la ciutat anatòlica de Siirt en la qual havia citat d'un poema religiós que s'atribuïa a Ziya Goekalp: La democràcia és només el tren sobre el qual pugem per atènyer l'objectiu. Les mesquites són les nostres casernes, els minarets les nostres baionetes, les cúpules els nostres cascs i els creients els nostres soldats..
El 24 de juliol de 1999 Erdoğan va ser alliberat de la presó. Alguns observadors opinen que va ser alliberat al seu temps del seu mentor polític Erbakan.
Durant el seu període d'arrest, va reconèixer que l'islamisme radical no té futur i que s'havia convertit a la democràcia, segons diu Erdoğan avui. Els observadors, fins i tot aquells que no figuren entre els seus seguidors, consideren plausible aquesta declaració. Així, per al redactor en cap del diari pro-kemalista Hürriyet, Erturul Oezkoek, sobre aquesta qüestió, afirma que molts polítics havien estat radicals en la seva joventut i s'havien moderat amb el temps. Un diplomàtic a Ankara comparava el passat islamita d'Erdoğan amb els llançaments de pedres de Joschka Fischer. Els crítics, per contra, retreuen a Erdoğan i al seu AKP que volen imposar la "Dominació de l'islam" a Turquia.
Quan el Partit de la Virtut va ser prohibit el 22 de juny del 2001 pels mateixos motius que el seu antecessor, Erdoğan arreplegà reformistes democràtics entre els religiosos i fundà al cap de poc tems l'AKP, que se separa clarament de les conviccions polítiques d'Erbakan.

## Primer ministre

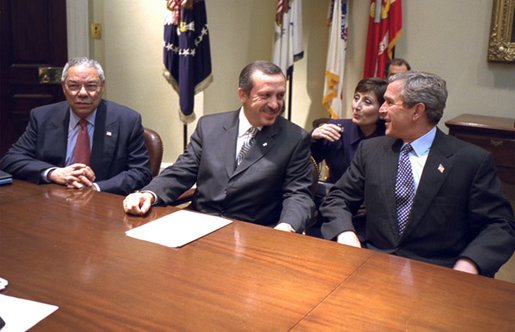
Recep Tayyip Erdoan a la Casa Blanca entre Colin Powell (a l'esquerra) i George W. Bush (a la dreta), el 10 de desembre de 2002

A les eleccions legislatives del 2002, Erdoğan i el seu AKP van aconseguir una victòria aclaparadora. Tanmateix, no va poder accedir al càrrec de primer ministre, perquè per això calia ser membre del parlament, segons la legislació vigent en aquell moment, i sobre Erdoğan pesava la prohibició d'exercir qualsevol càrrec polític pel seu discurs de Siirt. En comptes d'això, va esdevenir primer ministre el seu substitut, Abdullah Gül.

### Legislatura 2003-2007
Després d'una modificació de la Constitució que aixecava la seva prohibició d'exercici de la política, Erdoğan es convertí en primer ministre de Turquia el 12 de març del 2003. Gül va ser, fins a la seva elecció com a president, el seu substitut i ministre d'afers exteriors.
Des de llavors el parlament ha adoptat reformes extenses per a la democratització del país. La pena de mort va ser abolida, la llibertat d'opinió va ser ampliada i es va reforçar la lluita contra la tortura. La posició dels kurds va ser millorada per l'admissió de cursos de llengua kurda i programes de televisió en aquest idioma. Erdoğan també dedicà una aproximació a Armènia. Convidà el govern armeni a fundar una comissió d'historiadors, formada per científics turcs i armenis, per a l'esclariment del genocidi armeni, un tema que a Turquia encara avui es considera tabú.
Pel que fa a la política exterior, Erdoğan prossegueix l'acostament de Turquia a la UE amb l'objectiu d'una ràpida adhesió, la qual cosa està aturada pel clar contrast amb les seves posicions anteriors. Sota el seu govern ha millorat també clarament la relació de Turquia als seus veïns orientals. Les relacions per exemple amb Síria i amb l'Iran són considerades en aquest moment les millors des de fa dècades.

### Legislatura de 2007-2011
L'AKP va aconseguir el 46,7% dels sufragis sota el lideratge d'Erdoğan a les eleccions legislatives turques de 2007 i va obtenir també la majoria absoluta al Parlament. Com a objectius essencials de la seva política en el proper període de legislatura va indicar la seva voluntat d'avançar en les reformes econòmiques i democràtiques per elevar el nivell de vida de la població i mantenir la continuïtat en política exterior. Des del 29 d'agost de 2007 dirigeix el Segon Gabinet Erdoğan.

#### Procés de pau al Kurdistan
El 2009 el govern d'Erdoğan va anunciar l'Obertura Democràtica per donar solució política al conflicte, que va acabar bruscament l'any 2011 per crisis polítiques i falta de compromís. El procés va recuperar-se a finals de 2012 quan el Govern va anunciar el procés Imrali (en referència a l'illa presó d'Ocalan), un nou procés de pau més públic, més seriós i més formal, basat en converses amb el PKK i la implementació de reformes per garantir la democratització i el reconeixement dels drets culturals i polítics kurds. El 21 de març de 2013 en l'any nou kurd, Abdullah Öcalan des de la presó va anunciar un alto-el foc del PKK.

#### Escàndol de Davos 2009
Al Fòrum econòmic mundial del 2009, celebrat a la ciutat suïssa de Davos, es produí un escàndol públic. Quan el president d'Israel Ximon Peres defensava la manera d'actuar del seu govern a Gaza i li va preguntar a Erdoğan com hauria reaccionat a un bombardeig de coets continu d'Istanbul, Erdoğan va abandonar visiblement molest l'escenari perquè, segons ell, se li concedia menys temps de paraula que al seu interlocutor.

#### Posicionament en política exterior
Erdoğan ha continuat, durant el seu govern, bàsicament la política tradicionalment prooccidental i proeuropea de governs turcs anteriors. Durant el seu mandat s'ha endegat l'obertura oficial de les negociacions d'adhesió de Turquia a la Unió Europea. Però el curs de govern d'Erdoğan no és incondicionalment proeuropeu. Així, les negociacions d'ingrés s'han interromput cada cop més els anys 2009 i 2010, perquè el govern turc es nega als obrir ports turcs als vaixells xipriotes.
Al contrari dels seus antecessors, Erdoğan atribueix, però, un pes considerable a les bones relacions amb els veïns orientals de Turquia. Durant el seu govern s'ha produït una revaloració essencial de les relacions amb Síria i amb l'Iran.
Erdoğan s'ha queixat que l'Iran és tractat injustament per Occident en relació al seu programa nuclear. Ha declarat que "qui disposa ell mateix d'armes nuclears no ho pot criticar el programa nuclear de Teheran. Mahmud Ahmadinejad és el nostre amic sense dubtes".
El moviment palestí de Hamàs a la franja de Gaza no és classificat per Erdoğan com a grup terrorista.
De la mateixa manera, Erdoğan ha defensat el cap d'estat sudanès Omar al-Bashir contra qui el Tribunal Penal Internacional havia dictat una ordre d'arrest a la Haia a causa de crims contra la humanitat i crims de guerra al conflicte de Darfur, amb aquestes paraules: "Un musulmà no pot cometre genocidi".
Erdoğan ha pres una actitud crítica envers l'estat Israel. A causa de la seva actuació contra la flotilla de Gaza (entre els membres de la qual hi havia diversos ciutadans turcs que van resultar morts) Erdoğan va acusar el govern israelià del "terrorisme d'estat inhumà i vulneració del dret internacional.

#### Disputa amb els mitjans de comunicació turcs
En relació amb informes de mitjans de comunicació sobre un procés relatiu a donacions fraudulentes contra l'associació Deniz Feneri, propera a l'AKP, però radicada a Alemanya, Erdoğan intentà intimidar la premsa amb amenaces i posteriorment desencoratjant l'aparició d'altres informacions crítiques. Més endavant el president de la World Association of Newspapers Gavin O'Reilly i el president del World Editors Forum (Fòrum mundial dels redactors en cap), el periodista català Xavier Vidal-Folch, escrigueren una carta comuna on demanaven a Erdoğan que protegís la llibertat de premsa i que renunciés a intents d'intimidació de la premsa. Segons un article de diari Frankfurter Allgemeine Zeitung, del 17 de setembre del 2008, la Unió Europea va advertir que la llibertat de premsa estava en perill per les amenaces d'Erdoğan.

### Legislatura 2011-2015
El 12 de juny de 2011, Erdoğan va tornar a guanyar, per tercer cop, les eleccions legislatives de Turquia, amb una aclaparadora majoria, que tanmateix no li va resultar suficient per aconseguir reformar la Constitució de Turquia sense comptar amb el concurs dels altres partits presents al Parlament. A partir de les protestes antigovernamentals el 2013, el seu govern va imposar una censura creixent a la premsa i a les xarxes socials, imposant bloqueigs a YouTube, Twitter i Wikipedia. Això va frenar les negociacions relacionades amb l'adhesió a la UE.
El 21 de març de 2013 en l'any nou kurd, Abdullah Öcalan des de la presó va anunciar un alto-el foc del Partit dels Treballadors del Kurdistan (PKK).
El 2013 va esclatar un escàndol de corrupció de 100.000 milions de dòlars vinculada a l'intercanvi de gas per petroli amb l'Iran que va esquitxar diversos membres del partit i del govern, va incriminar Erdoğan que va provocar una crisi de govern amb 10 canvis de ministres.
Després d'abandonar-se en les relacions amb el religiós Fethullah Gülen, Erdoğan va procedir a eliminar els seus partidaris de les posicions judicials, burocràtiques i militars.

### Legislatura 2015-2018
Les eleccions legislatives de 2015 se celebraren el 7 de juny de 2015 i el resultat impossibilità la formació de govern i les eleccions s'hagueren de repetir en novembre del mateix any. Les forces polítiques d'esquerres d'oposició al govern van manifestar el seu rebuig a l'augment de violència entre les Forces Armades de Turquia i rebels del Partit dels Treballadors del Kurdistan (PKK) i les polítiques autoritàries del partit al Govern, el Partit de la Justícia i el Desenvolupament (AKP). Durant els dies anteriors a les eleccions es van produir diversos atemptats de gihadistes turcs contra el partit de l'oposició socialdemòcrata pro-kurda del Partit Democràtic del Poble (HDP) a Ankara, Diyarbakır i Suruç.
Després de la derrota electoral de l'AKP, l'ascens de l'oposició socialdemòcrata pro-kurda de l'HDP i un atac kurd a Ceylanpınar, Erdoğan va decidir que el procés de pau amb el PKK havia acabat i va donar suport a la revocació de la immunitat parlamentària dels parlamentaris de l'HDP. L'enfrontament violent es va reprendre principalment al sud-est de Turquia, i va provocar un gran nombre de morts i diverses operacions externes per part de l'exèrcit turc. Els representants i electes de l'HDP han estat sistemàticament arrestats, destituïts i substituïts als càrrecs.
Un intent fallit de cop d'estat militar el juliol del 2016 va provocar més purgues i un estat d'emergència. El govern va afirmar que els líders colpistes estaven vinculats al religiós Fethullah Gülen, però ell va negar-hi cap paper. Erdoğan va formar una aliança amb el Partit del Moviment Nacionalista d'extrema dreta per establir una presidència executiva el 2017 en la qual es van acceptar els canvis que es van aprovar en un referèndum constitucional.

#### Intervenció a la Guerra Civil siriana

Operació Escut de l'Eufrates

invasió del Cantó d'Afrin

Les Forces Armades de Turquia i faccions de l'Exèrcit Lliure de Síria (FSA) van llençar l'Operació Escut de l'Eufrates contra Estat Islàmic (EI) i la coalició kurdo-àrab de les Forces Democràtiques de Síria (FDS) al nord de Síria el 24 d'agost de 2016 amb la captura de la ciutat de Jarablus, i va finalitzar el 29 de març de 2017 després que els rebels sirians recolzats per Turquia van capturar 2.055 quilòmetres quadrats, incloent tot el territori que havia controlat Estat Islàmic a la frontera turco-síria.
El gener de 2018 els militars turcs van començar una nova invasió al Cantó d'Afrin Entre el 8 i el 9 de març, el TFSA i l'exèrcit turc van capturar Jandairis arribant als afores de la ciutat d'Afrin el 10 de març. i el 18 de març les forces recolzades per Turquia controlaven el centre de la ciutat.

### Legislatura 2018-2023
El nou sistema de govern es va fer efectiu després de les eleccions generals de 2018, on Erdoğan i la nova aliança van ser reelegits. Des d'aleshores ha estat afrontant, però també acusat de contribuir a la crisi de deutes i de divises turques del 2018, que ha provocat un descens significatiu de la seva popularitat, reflectit en la baixada de vots en les eleccions municipals de 2019, en les quals el seu partit va perdre el control d'Istanbul i Ankara.

### Legislatura 2023-2028
En les eleccions presidencials turques de maig de 2023 Erdogan va tornar a guanyar, però va haver de fer una segona volta, ja que no va assolir els 50% dels vots.
El Partit dels Treballadors del Kurdistan (PKK) va declarar l'1 de març de 2025 un alto el foc amb Turquia, després de la crida del seu líder empresonat, Abdullah Öcalan, per desarmar-se i dissoldre's. el 12 de maig la organització va anunciar la seva dissolució en el marc del seu 12è congrès, començant el desarmament amb la destrucció d'una petita partida d'armes al Kurdistan iraquià el juliol de 2025.
El març de 2024 va anunciar que no es presentarà a la reelecció a les properes eleccions tuques.
El 19 de març de 2025 van esclatar protestes importants a Turquia amb més de 1100 detinguts, després de la detenció i arrest de l'alcalde d'Istanbul Ekrem İmamoğlu per part de les autoritats turques, que era el principal candidat de l'oposició a les eleccions presidencials turques de 2028 i el principal rival polític del president turc Recep Tayyip Erdoğan.

## Distincions
- L'1 de setembre del 2005 Erdoğan va rebre el premi Premio Mediterraneo Istituzioni de la Fondazione Mediterraneo italiana.[57]
- El 25 de març de 2008 va rebre un el títol de doctor honoris causa per la Universitat de Sarajevo.[58]
- Guardonat amb el Nishan-e-pakistan pel president del Pakistan Asif Ali Zardari el 29 d'octubre del 2009.
- Erdoğan és ciutadà honorari de Teheran[59] i Seül.[60]
- Erdoğan va rebre el 2010 el Premi internacional Gadaffi als drets humans, per part del dictador libi Muammar el Gaddafi.[61]